# Хайнрих фон Золмс
Хайнрих фон Золмс (на немски: Heinrich von Solms, Henricus de Solmesse; † сл. 1156) е граф на Золмс.

## Произход
Той е син на граф Марквард фон Золмс († 1141).

## Деца
Хайнрих се жени и е баща на:
- Хайнрих I фон Золмс († 1260), женен за жена фон Изенбург, дъщеря на Райнболд фон Изенбург
- Марквард I фон Золмс († 1255), граф на Золмс-Кьонигсберг, женен за Христина фон Изенбург-Кемпених († 1283), дъщеря на Ремболд фон Изенбург-Кемпених и Хедвиг фон Кемпених
- Конрад фон Золмс